# 大郷村 (新潟県)
大郷村（だいごうむら）は、かつて新潟県中蒲原郡にあった村。1955年3月31日の新設合併によって消滅し、現在は新潟市南区の一部となっている。
以下の記述は合併直前当時の旧大郷村に関しての記述であり、現在では名称等が異なる場合がある。なお、ここに記述されていない内容に関しては新潟市などの記事を参照。

## 沿革
- 1889年（明治22年）4月1日 - 町村制施行に伴い中蒲原郡大郷村、西酒屋村、犬帰新田、東笠巻村、赤渋村、獺ヶ通新田が合併し、大郷村が発足。
- 1955年（昭和30年）3月31日 - 中蒲原郡白根町、新飯田村、庄瀬村、臼井村、鷲巻村、根岸村、小林村、茨曽根村と合併し、白根町を新設して消滅。

## 地域
大郷村は、合併した村名を継承する以下の大字で構成される。
大郷（だいごう）
1889年（明治22年）まであった大郷村の区域。現在の新潟市南区大郷。
西酒屋（にしさかや）
1889年（明治22年）まであった西酒屋村の区域。現在の新潟市南区西酒屋。
犬帰新田（いぬかえりしんでん）

1889年（明治22年）まであった犬帰新田の区域。現在の新潟市南区犬帰新田。
東笠巻（ひがしかさまき）
1889年（明治22年）まであった東笠巻村の区域。現在の新潟市南区東笠巻。
赤渋（あかしぶ）

1889年（明治22年）まであった赤渋村の区域。現在の新潟市南区赤渋。
獺ケ通（うすがどおり）
1889年（明治22年）まであった獺ヶ通新田の区域。現在の新潟市南区獺ヶ通。